# Medalla del Tibet

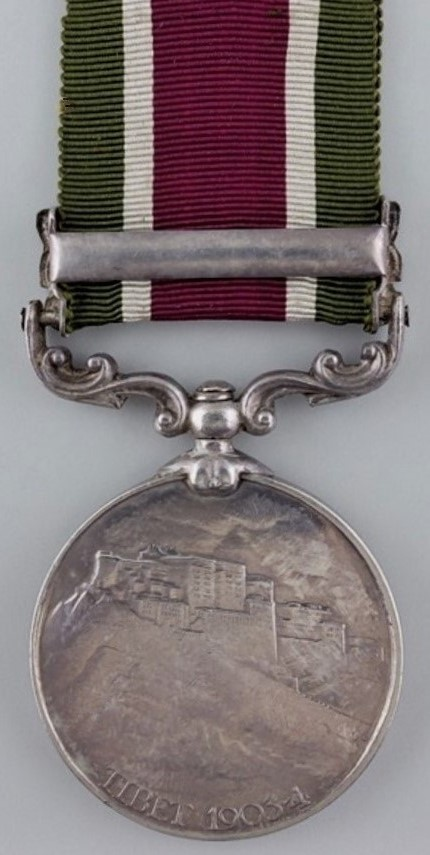
Revers de la medalla

La Medalla del Tibet (anglès: Tibet Medal) és una medalla de campanya britànica que va ser autoritzada el febrer de 1905 per a tots els membres de la Missió del Tibet i les tropes que l'acompanyaven que van servir a Siliguri o més enllà del 13 de desembre de 1903 al 23 de setembre de 1904.
La medalla va ser atorgada en plata a les tropes combatents i en bronze als seguidors del campament, amb tots dos elegibles per al fermall 'Gyantse'.
Es van atorgar aproximadament 3.350 medalles de plata, incloses unes 600 al primer batalló dels Royal Fusiliers, l'única unitat de l'exèrcit britànic present, i unes 2.600 a membres de l'exèrcit indi , a més del personal i el personal de suport. Es van concedir més de 2.500 medalles de bronze, principalment a aquells empleats en el transport de subministraments per terrenys difícils, inclosos els Peshawar Camel Corps i els coolies reclutats localment.

## Disseny
L'anvers de la medalla, dissenyat per G. W. de Saulles, mostra el bust mirant a l'esquerra d'Eduard VII amb l'uniforme de mariscal de camp i la llegenda legend 'EDWARDVS VII KAISAR-I-HIND'.

El revers, dissenyat per E. G. Gillick, representa el Potala (palau d'hivern dels Dalai Lamas) a Lhasa al cim del turó vermell amb les paraules 'TIBET 1903–04' a continuació.

El tirant és del tipus de voluta ornamentada giratòria.

El fermall " GYANTSE " va ser lliurat als presents en les operacions entre el 3 de maig i el 6 de juliol de 1904, a la fortalesa de Gyantse o a la rodalia.

Tant medalles de plata com de bronze van ser emeses anomenades al destinatari a la vora en una escriptura cursiva.

La cinta d'1,25 polzades (32 mm) d'amplada és de color granat, flanquejada per ratlles estretes blanques i verdes més amples.